# Tu dama de hierro
Tu dama de hierro es una canción escrita por Aníbal Pastor y producida por Enrique Elizondo e interpretada por la cantante mexicana-estadounidense Marisela, que esta incluida en su tercer álbum de estudio titulado Porque tengo ganas (1986).

## Antecedentes
La canción se posicionó en el primer lugar de popularidad por 34 semanas consecutivas en varias listas musicales tanto de México como en Estados Unidos, además el álbum gana disco de oro, platino y diamante, tras vender 8 millones de copias[cita requerida].
La letra revela una mezcla de amor, dolor y resignación, mostrando la lucha interna entre la necesidad de liberarse de un amor tóxico y la incapacidad de alejarse por completo de el.

## Lista de canciones

### CD - Single[5]
| Tu dama de hierro — Single |                     |          |  |
| N.º                        | Título              | Duración |  |
| 1.                         | «Tu dama de hierro» | 3:20     |  |
| 2.                         | «A esconidas»       | 3:32     |  |

## Posicionamiento en listas
| Listas (1986)              | Posición |
| -------------------------- | -------- |
| México (Notitas Musicales) | 17       |